# Ferrovia Coleraine-Portrush
La ferrovia Coleraine–Portrush (in inglese Coleraine–Portrush railway line) è una linea ferroviaria dell'Irlanda del Nord che collega Coleraine, contea di Londonderry a Portrush, contea di Antrim. La linea è una diramazione della Belfast-Derry
È gestita dalla Northern Ireland Railways (NI Railways), la compagnia che esercisce tutte le ferrovie dell'Ulster.

## Percorso
|  |  |  | Head station |

|  |  |  | Unknown route-map component "eHST" |

|  |  |  | Stop on track |

|  |  |  | Unknown route-map component "eBHF" |

|  |  |  | Stop on track |

|  |  | Unknown route-map component "CONTgq" | Unknown route-map component "ABZg+r" |  |

|  |  |  | Station on track |

|  |  |  | Continuation forward |

## Servizi
Durante i giorni feriali, incluso il sabato, c'è un treno per ora e direzione tra i due capolinea, treni che aumentano in numero durante le ore di punta, durante le quali alcuni treni proseguono o provengono dalla stazione di Belfast Great Victoria Street. La domenica la frequenza diminuisce ad un treno ogni due ore per direzione. 

## Storia
La linea fu costruita come parte della diramazione per Ballymena, Ballymoney, Coleraine e Portrush. I lavori iniziarono appena ottenuta l'autorizzazione nel 1853. L'ingegnere incaricata era Charles Lanyon, mentre il maggiore investitore era William Dargan. Fu aperta nel 1855. Nel 1860 la stazione di Coleraine fu resa un nodo ferroviario per connettere Portrush con la linea per Derry.
Nel 1960 vennero sospesi i servizi durante l'inverno, ma l'apertura della New University of Ulster ne comportò il riutilizzo. La nuova università comportò anche la costruzione di due nuove stazioni: quella di University (1968) e quella di Dhu Varren (1969), vista l'elevata richiesta da parte degli studenti universitari.